# Burmjapyx michaelseni
Burmjapyx michaelseni är en urinsektsart som först beskrevs av Filippo Silvestri 1930.  Burmjapyx michaelseni ingår i släktet Burmjapyx och familjen Japygidae. Inga underarter finns listade.